# Национальный фонд демократии
«Национальный фонд демократии» (также известен как «Национальный фонд в поддержку демократии»; англ. National Endowment for Democracy) — американская организация, основанная в 1983 году для продвижения демократии. Финансируется преимущественно Конгрессом США в рамках бюджета агентства США по международному развитию (USAID). Является квазиавтономной негосударственной организацией, не придерживающейся ни одной из двух основных партий США.
Своей миссией фонд называет «содействие становлению и развитию демократии и свободы во всём мире». Предоставляет гранты исследователям в области «развития демократии и прав человека» в Центральной и Восточной Европе, Азии, Ближнем Востоке, Африке, Латинской Америке и Евразии. Издаёт академический журнал Journal of Democracy, поддерживает Всемирное движение за демократию (WMD), программу Международный форум демократических исследований (IFDS), стипендию Reagan-Fascell Democracy Fellowship, Центр международной помощи СМИ (CIMA).

## Руководство
Организация возникла при президенте Рональде Рейгане, в её создании принимал непосредственное участие Конгресс США, роль которого до сих пор заключается в формировании кабинета руководителей или Совета директоров НФД (формируется он из конгрессменов), а также специального денежного фонда, из которого НФД выделяет гранты по всему миру для борцов за демократию. При создании фонда сумма бюджета достигала 30 миллионов долларов, но в дальнейшем выросла, и в 2002 году составила уже 43 миллиона.
Президентом НФД является Карл Гершман. В совет фонда входят Вин Уэбер, бывший конгрессмен, вице-президент банка Clark & Weinstock; Уэсли Кларк, бывший командующий войсками НАТО; Ральф Герсон (Ralf Gerson), президент компании Guardian International Corp.; Фрэнк Карлуччи, бывший министр обороны, председатель инвестиционной компании Carlyle Group; Мортон Абрамовиц (Morton Abramowitz), бывший советник президента Рейгана, председатель Международного кризисного центра (ICC); Ли Гамильтон (Lee H. Hamilton), бывший сенатор, член президентского Совета по национальной безопасности.
Одним из членов совета директоров фонда являлся Збигнев Бжезинский — американский политолог, социолог и государственный деятель.

## Деятельность
Фонд был основан в 1983 году Конгрессом США с бюджетом $30 млн. В деятельности фонда принимали участие деятели, связанные с американскими спецслужбами, — Джон Негропонте, Генри Сиснерос, Эллиот Абрамс.
Президент фонда Карл Гершман объяснял создание фонда тем, что для «демократических кругов по всему миру» было бы нежелательно получение финансирования напрямую из ЦРУ. Поэтому, по словам Гершмана, и был создан фонд. Один из основателей фонда, Аллен Вайнштейн, в 1991 году отмечал, что многое из того, чем занимается фонд, раньше было работой ЦРУ.
Как сообщалось на официальном сайте фонда, NED финансировал оппозиционные движения «Солидарность» в Польше, «Хартия 77» в Чехословакии и «Отпор!» в Сербии.
Деятельность фонда финансируется из государственного бюджета как часть расходов Госдепартамента для Агентства международного развития США. В 2004 году фонд получил около $ 80 млн преимущественно из правительственных источников.
Небольшая часть средств поступает от частных организаций — Фонд Смита Ричардсона (Smith Richardson Foundation), Фонд Джона М. Олина (John M. Olin Foundation) и Фонд Линди и Гарри Брэдли (Bradley Foundation). С 1987 года по 2005 год эти организации перечислили около $ 2 млн. Все они, в свою очередь, финансируются посредством федеральных контрактов.
Около половины средств фонд тратит на деятельность 4-х ассоциированных организаций:
- Американский центр международной трудовой солидарности.
- Центр международного частного предпринимательства. Руководитель — Томас Дж. Донахью[англ.], президент Торговой палаты США.
- Международный республиканский институт. Руководитель — сенатор Джон Маккейн (John McCain).
- Национальный демократический институт международных дел. Руководитель — бывший госсекретарь Мадлен Олбрайт.

Фонд публикует «Журнал демократии» (Journal Of Democracy), а также журнал «Встреча» для распространения на территории Кубы.

### Фонд и постсоветское пространство
В начале 2010-х годов спонсорская роль Фонда в РФ была невелика: в 2010 году финансирование различных политических и научных проектов в России составило 2 783 000 долларов, а в 2012 году возросло до 3 млн долларов. В 2013—2014 годах Фонд предоставил российским коммерческим и некоммерческим структурам финансовую помощь на сумму около 5,2 млн долларов США. Фонд финансировал Московскую Хельсинкскую группу Людмилы Алексеевой и движение «За права человека» Льва Пономарёва.
28 июля 2015 года Генпрокуратура России признала деятельность российского отделения организации нежелательной на территории страны и в соответствии с Федеральным законом № 272-ФЗ от 28.12.2012 призвала Минюст включить фонд в соответствующий перечень («патриотический стоп-лист»), что и было сделано 29 июля.
Американский фонд стал первой организацией, признанной нежелательной на территории России.
В мае 2021 года пранкерам Вовану и Лексусу в ходе видеоконференции удалось выведать у ключевых фигур Фонда — Карла Гершмана и Барбары Хэйг — что Фонд участвовал в финансировании антиправительственных протесты в России и Беларуси и тесно работает со структурами Алексея Навального и Светланы Тихановской.

## Democracy Award
Премия Democracy Award вручается ежегодно с 1991 года советом директоров «Национального фонда демократии» людям и организациям, которые по мнению данного фонда продвигают демократию и защищают права человека во всем мире.
Лауреаты получают статуэтку Богини демократии, которая является уменьшенной копией статуи Богини демократии, которая была установлена на площади Тяньаньмэнь в Пекине во время студенческого движения за свободу и демократию в 1989 году.
В 2013 премию получили Вера Кичанова, муниципальный депутат Южного Тушино из Москвы и активисты из Пакистана, Зимбабве и Кубы. Кубинец получил награду посмертно, он погиб в автокатастрофе при невыясненных обстоятельствах.

## Критика
По мнению критиков, Национальный фонд демократии является псевдообщественной организацией, а его деятельность тесно связана с ЦРУ. Как сказал один из основателей самого фонда, Аллен Вайнстайн (англ. Allen Weinstein) в 1991 году, «многое из того, что мы делаем сегодня, 25 лет назад ЦРУ делало тайно».
В 2004 году фонд предоставил исследовательский грант Рейгана-Фасцелла чеченскому сепаратисту Ильясу Ахмадову, которого МИД России называл «пособником террористов», а правоохранительные органы сообщали, что «имеют доказательства связей Ахмадова с Масхадовым и главарем чеченских бандформирований Шамилем Басаевым». Правозащитник Олег Попов писал, что фонд финансировал российскую организацию «Общество российско-чеченской дружбы», поддерживавшую сепаратистский режим Дудаева в Чечне.
В 2011 году портал Викиликс опубликовал данные, согласно которым фонд оказывал поддержку арабским молодёжным движениям, которые в дальнейшем приняли активное участие в серии разразившихся на Ближнем Востоке революций 2011 года.